# Cantone di Bressuire
Il Cantone di Bressuire è una divisione amministrativa dell'arrondissement di Bressuire.
A seguito della riforma approvata con decreto del 18 febbraio 2014, che ha avuto attuazione dopo le elezioni dipartimentali del 2015, è passato da 4 a 6 comuni.

## Composizione
I 4 comuni facenti parte prima della riforma del 2014 erano:
- Boismé
- Bressuire
- Chiché
- Faye-l'Abbesse

Dal 2015 i comuni appartenenti al cantone sono i seguenti 6:
- Boismé
- Bressuire
- La Chapelle-Gaudin
- Chiché
- Faye-l'Abbesse
- Geay